# Point de Heegner
En mathématiques, un point de Heegner est un point sur une courbe modulaire, obtenu comme
image  sur la courbe d’une racine d’un polynôme du deuxième degré, à coefficients entiers et de discriminant négatif.
Dans l’interprétation d’une courbe modulaire comme espace de modules, c’est-à-dire comme ensemble de classes  de courbes elliptiques, un point de Heegner correspond à une classe de courbes elliptiques à multiplication complexe.
Les points de Heegner ont été utilisés en particulier pour construire des points à coordonnées rationnelles d’ordre infini sur les courbes elliptiques  de rang 1 et prouver pour ces courbes une partie de la conjecture de Birch et Swinnerton-Dyer.